# Фламинио (станция метро)
Фламинио — станция линии А римского метрополитена. Открыта в 1980 году. Представляет собой подземную станцию с двумя платформами в отдельных туннелях. Станция оборудована эскалаторами и видеокамерами.

## Достопримечательности
Вблизи станции расположены:
- Площадь Пополо
- Арка Пополо
- Виа дель Корсо
- Виа дель Бабуино
- Виа ди Рипетто

## Наземный транспорт
Автобусы: 61, 89, 119, 160, 490, 495, 590, 628.
Трамвай: 2.
Железная дорога: Рим — Витербо (станция Пиазаль фламинио)

## Интересные факты
Между станциями Фламинио и Лепанто линия выходит на поверхность и пересекает по метромосту реку Тибр.